# Ableger (Pflanze)
Ein Ableger ist das Produkt einer Form der vegetativen Vermehrung von Pflanzen in Gartenbau und Forstwirtschaft.

## Beschreibung
Bei der Bildung von Ablegern erfolgt die Bewurzelung, während die neu gebildete Tochterpflanze noch mit der Mutterpflanze verbunden ist. Dazu werden vorhandene Triebe der Mutterpflanze von Hand niedergedrückt und im Erdboden in einer flachen Rinne festgehakt. Zur Unterstützung wird der niederliegende Sprossteil oft flach mit Erde bedeckt oder angehäufelt. Der dauernde Kontakt mit dem feuchten Substrat ist für die Pflanze ein physiologischer Reiz auf den sie reagiert. An Knoten des Triebs befindliche Ruheknospen („Augen“) treiben aus und bilden einen neuen Spross, der sich bewurzelt. Nachdem die neuen Triebe bewurzelt sind, kann der Sprossteil, der die Verbindung zur Mutterpflanze herstellt, durchtrennt werden. Der so entstandene Ableger bildet ein neues, selbständiges Individuum (hier Ramet genannt) aus.

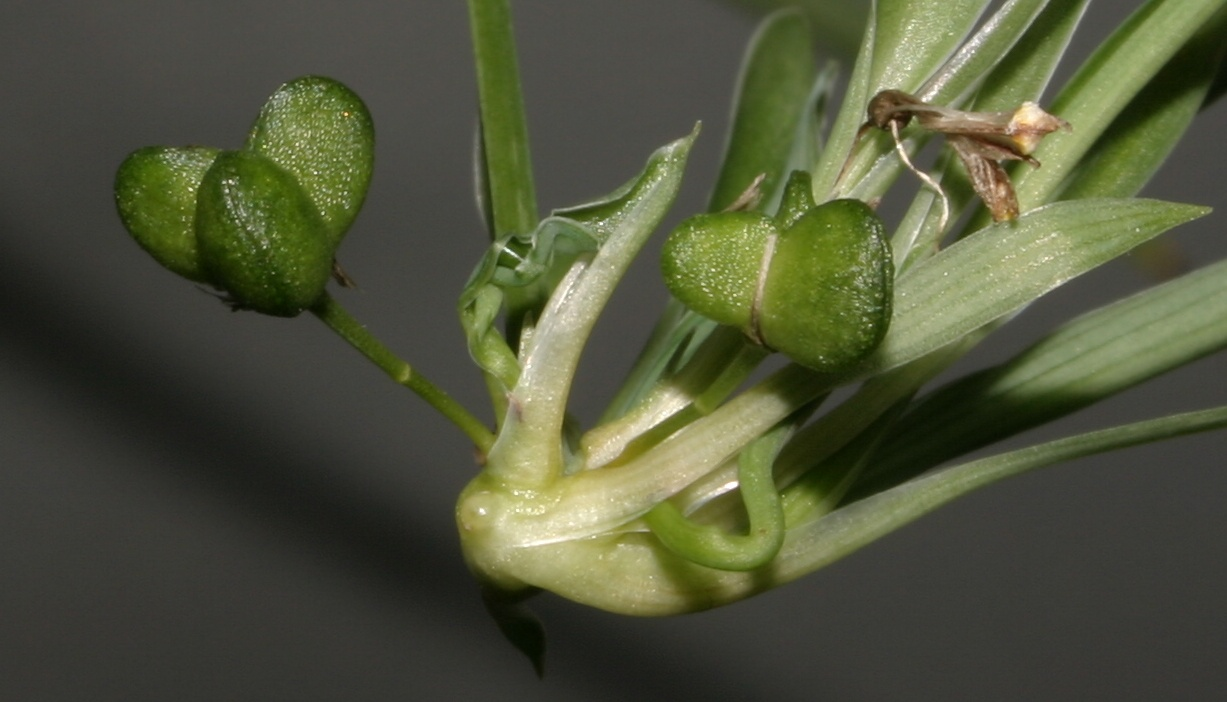
Fruchtstand mit Jungpflanzen
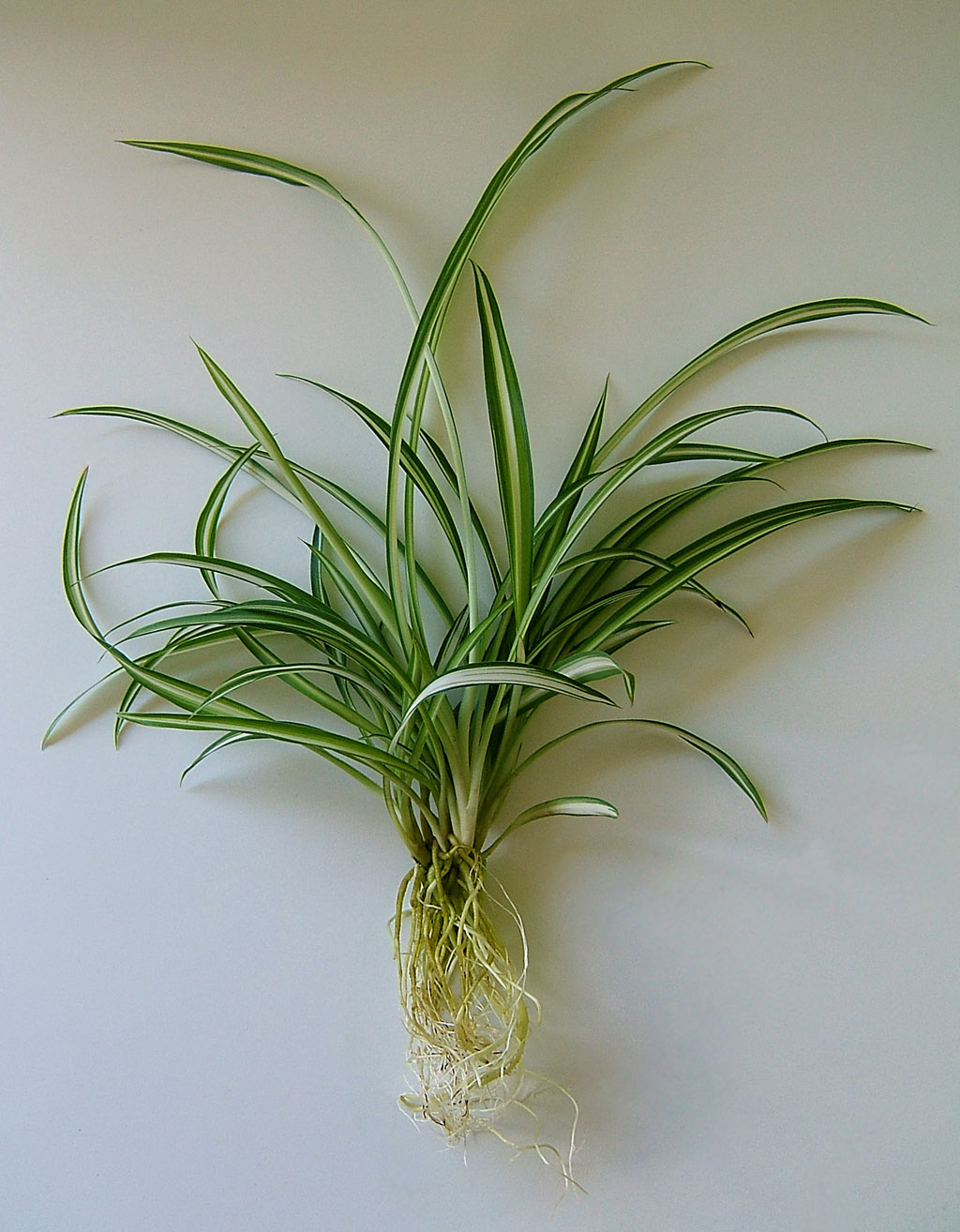
Wurzelbildung durch Wasser oder feuchte Erde
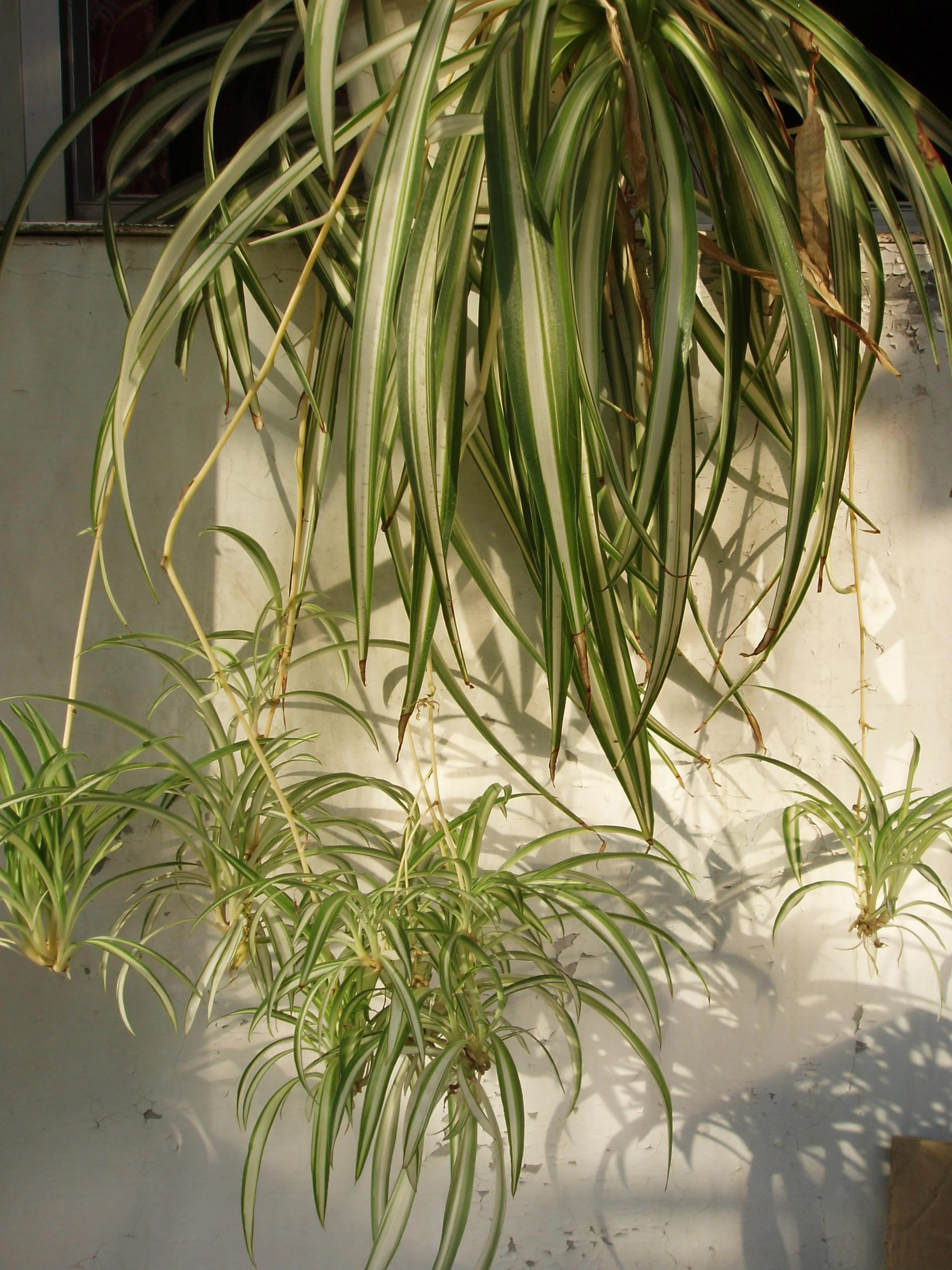
Grünlilie mit vielen Jungpflanzen

Bei der Grünlilie wachsen an den Enden der Blütenstände bzw. Fruchtstände kleine Jungpflanzen, sogenannte Kindel. Wenn diese etwas größer werden kann man sie in ein Wasserglas stellen. Darin bilden sie rasch Wurzeln und sie können dann als Ableger in einen Topf gepflanzt werden. Bei Grünlilien, die am Boden wachsen, genügt es, wenn die Wurzelansätze der Jungpflanzen mit feuchter Erde in Kontakt kommen. Auch von der Walderdbeere, der Kulturerdbeere und vielen anderen Pflanzen, bei denen an Sproßausläufern aus Knospen Jungpflanzen austreiben, die sich bewurzeln, kann man Ableger abtrennen und diese an einem anderen Platz einpflanzen.
Ableger sind sehr ähnlich zu Absenkern, insbesondere in der Gehölzvermehrung werden beide Begriffe auch synonym gebraucht. Soweit die Begriffe unterschieden werden, ist der differenzierende Unterschied, dass bei Absenkern die Triebe nicht auf ganzer Länge, sondern bogenförmig niedergedrückt werden.

## Verwendung
Ableger und Absenker sind eine gärtnerische Methode der Pflanzenvermehrung, sie beruhen aber auf natürlichen Fähigkeiten der so behandelten Arten und sind dem gemäß nicht bei allen Arten durchführbar. Sie sind in der gärtnerischen Praxis seit der Antike bekannt und werden bis heute in gegenüber früheren Jahrhunderten fast unveränderter Form fortgeführt. Vorteil der Methode ist, dass auch bei Arten, die sich nur schwer bewurzeln und daher schlecht als Steckling vermehrbar sind, eine vegetative Vermehrung durchführbar ist. Nachteil ist, dass das Verfahren arbeitsintensiv und nur schwer mechanisierbar und großtechnisch standardisierbar ist. Es ist daher eher im Zierpflanzenbau und in Haus-, Heim- und Kleingärten verbreitet.

## Ableger als vegetative Fortpflanzung

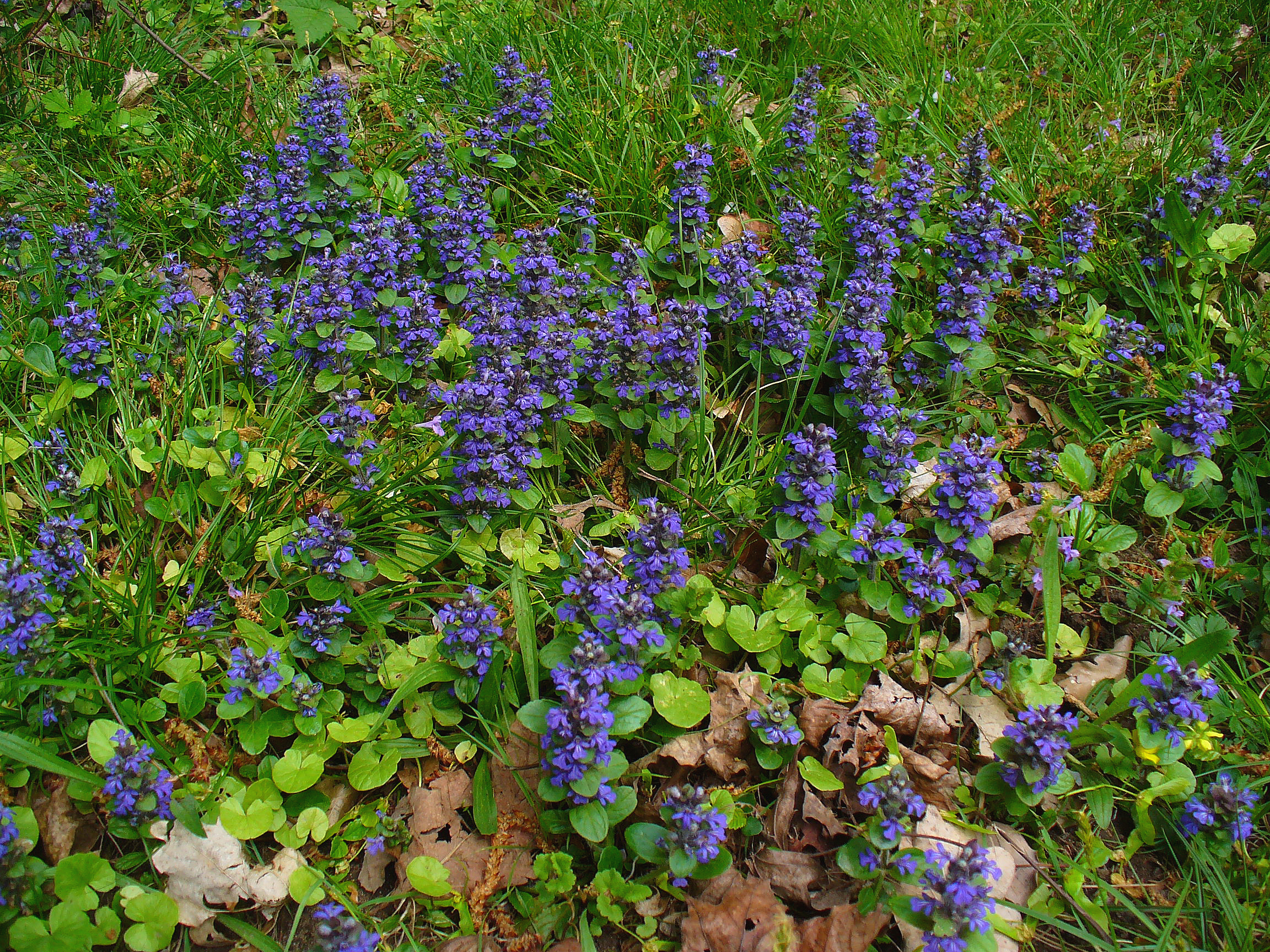
Kriechender Günsel mit an den Sprossausläufern entstandenen Tochterpflanzen

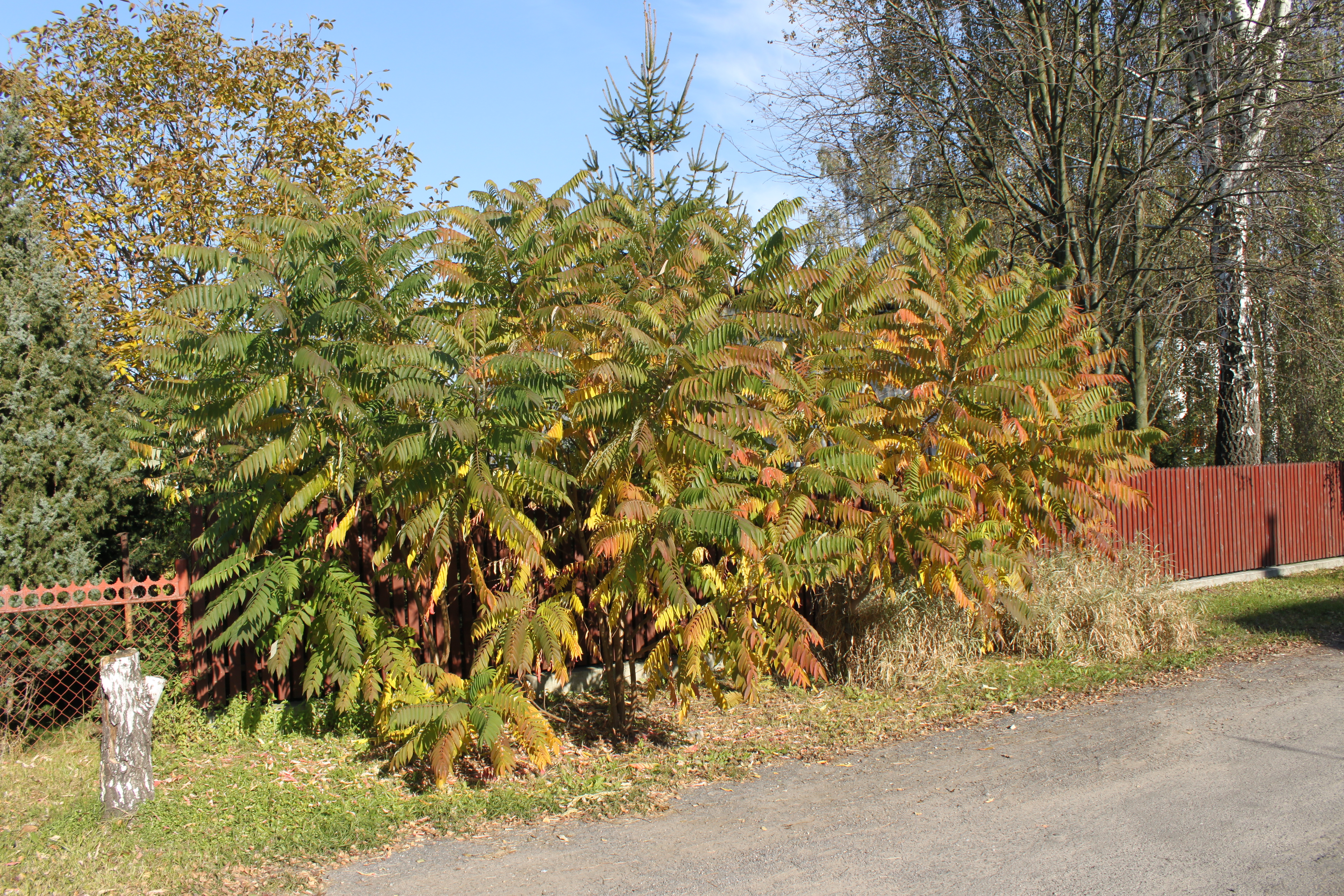
Natürliche Ableger des Essigbaums an unterirdischen Sprossausläufern

Seltener wird die Bezeichnung Ableger auch bei natürlichen Formen der vegetativen Fortpflanzung verwendet. Einer fachlichen Definition (durch Adrian D. Bell) entsprechend wäre ein Ableger eine über dem Erdboden wachsende, dünne horizontale Sprossachse (aus einem oder mehreren Internodien aufgebaut), die an ihrem Ende eine Blattrosette oder eine Aufeinanderfolge von Blättern verschiedener Größe trägt. Aus deren Achseln können wiederum Ableger entspringen. Ableger seien an den zwischen Mutter- und Tochterpflanze befindlichen Knoten nicht bewurzelt. Ablegerachsen überdauern oft nicht lange. Bei einigen Pflanzenarten gibt es eine natürlicherweise vorkommende, den gärtnerischen Absenkern entsprechende Fortpflanzung, bei der sich normale Sprosse bei sekundärem Erdkontakt am Ende von Bogen- oder Langtrieben bewurzlen und so ausgedehnte Dickichte bilden, die nach Durchtrennung der Verbindung zu selbständigen Pflanzenindividuen werden, diese werden teilweise als Ableger betrachtet. Beispiele wären die Rostblättrige Alpenrose und die Brombeeren. Gut erkennbar sind die oberirdischen Kriechtriebe des Kriechenden Günsels, der Gartenerdbeere und des Kriechenden Hahnenfußes. Die (genetisch identischen, klonalen) Tochterpflanzen werden manchmal „Dividuen“ genannt, da sie nur über eingeschränkte Individualität verfügen.
Folgt man dieser Definition, gehört Vermehrung über Kindel, also vollständige kleine Tochterpflanzen an der Spitze langer Seitensprosse, wie etwa bei der als Zimmerpflanze bekannten Grünlilie zu den Ablegern. Beim Essigbaum verlaufen armdicke verholzte Sprossausläufer horizontal unter der Erde, aus denen neben dem Mutterbaum aber auch in relativ großen Entfernungen zahlreiche Tochterbäume wachsen, so dass aus einem einzigen gepflanzten Essigbaum nach einigen Jahren ein Essigbaumwald wird, wenn diese Ableger nicht regelmäßig mitsamt den unterirdischen Ausläufern arbeitsaufwändig vollständig entfernt werden.
Natürliche Ableger fallen unter den Sammelbegriff der vegetativen Diasporen. Bei manchen Pflanzenarten entstehen die Tochterpflanzen aus Brutkörpern. Andere Formen der vegetativen Vermehrung wie Brutzwiebeln oder Wurzelknollen zählen nicht dazu, auch wenn der Sprachgebrauch bei nicht-fachlicher Begriffsverwendung hier unscharf ist. Als Ableger erzeugte Topfpflanzen sind genetisch identisch zur Mutterpflanze, sie sind also ein Klon derselben. Ursprünglich wurde der Begriff des Klons für durch vegetative Fortpflanzungsvorgänge erzeugte Tochterpflanzen wie Ableger eingeführt und erst später auf Produkte gentechnischer Methoden der Pflanzenzüchtung übertragen.